# WinZip
WinZip je sharewarový archivační a kompresní program určený pro operační systémy Microsoft Windows, Apple macOS, iOS a Android. Zpočátku byl vyvíjený firmou Nico Mak Computing (poté WinZip Computing). Umí vytvářet archivy ZIP, resp. ZIPX a LHA a rozbalovat některé další archivní souborové formáty.